# Aserbaidschanischer Fußballpokal 2011/12
Der Aserbaidschanischer Fußballpokal 2011/12 war die 20. Austragung des Pokalwettbewerbs im Fußball in Aserbaidschan. Pokalsieger wurde der FK Baku. Das Team setzte sich im Finale gegen den Neftçi Baku PFK mit 2:0 durch. Durch den Sieg qualifizierte sich der FK Baku für die 1. Qualifikationsrunde der UEFA Europa League 2012/13.

## Modus
In der 1. Runde, im Achtelfinale und Finale wurden die Begegnungen in einem Spiel entschieden. Bei unentschiedenem Ausgang wurde das Spiel verlängert und gegebenenfalls durch Elfmeterschießen entschieden.
Im Viertel- und Halbfinale wurden die Sieger in Hin- und Rückspiel ermittelt. Bei Torgleichstand in beiden Spielen zählte zunächst die größere Zahl der auswärts erzielten Tore; gab es auch hierbei einen Gleichstand, wurde das Rückspiel verlängert und ggf. ein Elfmeterschießen zur Entscheidung ausgetragen.

## Teilnehmer
| Premyer Liqası (12)                                                                     | Premyer Liqası (12)                                                                                    | Birinci Divizionu (9) | Birinci Divizionu (9) |
| --------------------------------------------------------------------------------------- | --- | --- | --------------------- |
| - AZAL PFK Baku - FK Baku - İnter Baku - PFK Kəpəz - Neftçi Baku PFK - FK Qarabağ Ağdam | - FK Qəbələ - Rəvan Baku FK - PFK Simurq Zaqatala - Sumqayıt PFK - PFK Turan Tovuz - FK Xəzər Lənkəran | - Bakılı Baku PFK - FK Karvan Yevlax - Lokomotiv Bilajary FK - FK Muğan Salyan - FK Neftçala - Qaradağ Lökbatan FK - FK Şahdağ-Samur - FK Şuşa - FK Tərəqqi |                       |

## 1. Runde
In dieser Runde nahmen neun Zweitligisten und Sumqayıt PFK, der über eine Wildcard den bankrottgegangenen Abşeron Futbol Klubu in der ersten Liga ersetzte, teil.
| Datum      |                            | Ergebnis  |                          |
| ---------- | -------------------------- | --------- | ------------------------ |
| 26.10.2011 | FK Şahdağ-Samur (II)       | 4:1       | FK Muğan Salyan (II)     |
| 26.10.2011 | FK Tərəqqi (II)            | 0:1       | FK Neftçala (II)         |
| 26.10.2011 | Lokomotiv Bilajary FK (II) | 0:2       | Sumqayıt PFK (I)         |
| 26.10.2011 | FK Şuşa (II)               | 2:3       | Qaradağ Lökbatan FK (II) |
| 26.10.2011 | Bakılı Baku PFK (II)       | 2:1 n. V. | FK Karvan Yevlax (II)    |

## Achtelfinale
Teilnehmer: Die fünf Sieger der 1. Runde und die elf weitere Erstligisten.
| Datum      |                         | Ergebnis              |                          |
| ---------- | ----------------------- | --------------------- | ------------------------ |
| 30.11.2011 | AZAL PFK Baku (I)       | 2:0                   | FK Şahdağ-Samur (II)     |
| 30.11.2011 | FK Qəbələ (I)           | 3:0                   | FK Neftçala (II)         |
| 30.11.2011 | FK Qarabağ Ağdam (I)    | 3:0                   | Sumqayıt PFK (I)         |
| 30.11.2011 | İnter Baku (I)          | 03:0 1                | PFK Turan Tovuz (II)     |
| 30.11.2011 | FK Xəzər Lənkəran (I)   | 3:0                   | Qaradağ Lökbatan FK (II) |
| 30.11.2011 | PFK Kəpəz (I)           | 2:0                   | Bakılı Baku PFK (II)     |
| 30.11.2011 | PFK Simurq Zaqatala (I) | 0:1                   | Neftçi Baku PFK (I)      |
| 30.11.2011 | FK Baku (I)             | 0:0 n. V. (3:2 i. E.) | Rəvan Baku FK (I)        |

## Viertelfinale
| Datum             |                | Gesamt    |                       | Hinspiel | Rückspiel |
| ----------------- | -------------- | --------- | --------------------- | -------- | --------- |
| 14.03./28.03.2012 | FK Baku (I)    | 5:2       | AZAL PFK Baku (I)     | 3:1      | 2:1       |
| 14.03./28.03.2012 | FK Qəbələ (I)  | (a)2:2(a) | FK Qarabağ Ağdam (I)  | 2:2      | 0:0       |
| 14.03./28.03.2012 | İnter Baku (I) | 4:3       | FK Xəzər Lənkəran (I) | 3:2      | 1:1       |
| 14.03./28.03.2012 | PFK Kəpəz (I)  | 2:3       | Neftçi Baku PFK (I)   | 1:2      | 1:1       |

## Halbfinale
| Datum             |                | Gesamt          |                      | Hinspiel | Rückspiel |
| ----------------- | -------------- | --------------- | -------------------- | -------- | --------- |
| 18.04./25.04.2012 | İnter Baku (I) | 0:1             | Neftçi Baku PFK (I)  | 0:0      | 0:1       |
| 18.04./25.04.2012 | FK Baku (I)    | 1:1 (5:4 i. E.) | FK Qarabağ Ağdam (I) | 0:1      | 1:0 n. V. |

## Finale
| Paarung         | Neftçi Baku PFK – FK Baku |
| Ergebnis        | 0:2 (0:2) |
| Datum           | 17. Mai 2012 |
| Stadion         | Dalga Arena, Baku |
| Zuschauer       | 4.300 |
| Schiedsrichter  | Əliyar Ağayev |
| Tore            | 0:1 Winston Parks (9.) 0:2 Juninho (28.) |
| Neftçi Baku PFK | Saša Stamenković – Igor Mitreski, Rail Məlikov, Ruslan Abışov, Dênis Silva – Ruslan Əmircanov, Slavčo Georgijewski (81. Javid Imamverdiyev), Raşad Abdullayev, Mirhüseyn Seyidov (65. Bahodir Nasimov) – Flavinho, Fərid Quliyev (59. Cavid Hüseynov) Cheftrainer: Böyükağa Hacıyev |
| FK Baku         | Aqil Məmmədov – Deividas Česnauskis, Ibrahim Kargbo, Deniss Ivanovs, Elşad Manafov – Nenad Kovačević, Juninho, Camşid Məhərrəmov, Aleksandar Šolić (90.+1' Novruz Məmmədov) – Koke (86. Elvin Məmmədov), Winston Parks (53. Nurlan Novruzov) Cheftrainer: Novruz Əzimov             |
| Gelbe Karten    | Mirhüseyn Seyidov, Ruslan Abışov – Aqil Məmmədov, Camşid Məhərrəmov |
| Platzverweise   | Dênis Silva (82.) – keine |